# Луговик (растение)
Лугови́к, или Щу́чка (лат. Deschámpsia) — род многолетних травянистых растений семейства Злаки, или Мятликовые (Poaceae), широко распространённых в холодных и умеренных регионах обоих полушарий. Растёт в сырых редких лесах, на суходольных и заболоченных лугах, встречается вдоль дорог и канав, образуя хорошо заметные кочки. Селится на различных почвах, часто кислых и даже сильно уплотнённых. Порой образует обширные заросли, покрывая обширные пространства в поймах рек и по берегам болот или водоёмов.

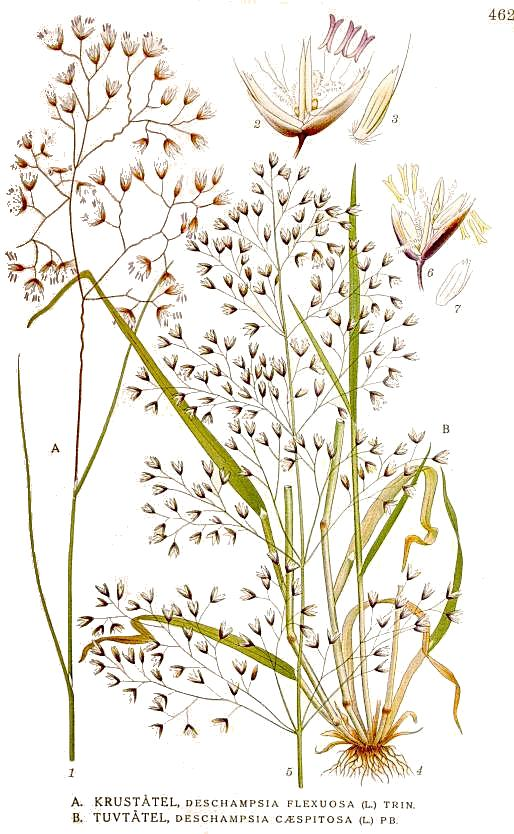
Deschampsia ssp.

## Название
Научное латинское название рода дано в честь французского врача и натуралиста Луи Огюста Дешама (фр. Louis Auguste Deschamps, 1765—1842), исследовавшего флору острова Ява.
Русское название щучка часто используется не для обозначения рода в целом, а лишь одного широко известного вида Луговик дернистый (Deschampsia cespitosa).

## Описание
Злак высотой около 1 метра, образующий крупные плотные дерновины — кочки высотой до 50 см.
Листовые пластинки плоские или свёрнутые вдоль, с выступающими сверху острошероховатыми рёбрами.
Колоски с 2 (3) расставленными цветками. Ости нижних цветковых чешуй прямые или слабо изогнутые, превышающие чешуи не более чем на 1,5 мм.

## Использование
Большинство видов считается кормовыми растениями низкого качества, луговыми сорняками, подолгу могут присутствовать в травостое, вытесняя другие луговые растения.
Молодые побеги некоторых видов хорошо поедаются скотом; Луговик извилистый — важный пастбищный корм в рационе северного оленя.
Для декоративных целей применяют Луговик дернистый, имеющий большое количество сортов, отличающихся оттенком колосков и длиной листьев. Пёстролистную садовую форму луговика извилистого разводят на газонах.
Исстари алтайские охотники утепляли свои ноги, надевая обувь, сухой травой луговика извилистого, который на Алтае называют загат, или загад. А. А. Черкасов в книге «На Алтае» писал: «…на Алтае, тоже в известных местностях, растёт особая трава загат, которая носит и другую кличку: её зовут просто тёплой травой на том основании, что траву эту употребляют зимой вместо обёрток или онуч, обёртывая ею ногу или просто кладя её в достаточном количестве в обувь. Она довольно длинная, мягкая и замечательна ещё тем, что прочна и не сечётся; из неё пробовали делать половики, маты и употребляли для набивки матрацев. Трава загат действительно имеет свойство греть, и я неоднократно пробовал носить её в больших сапогах — тепло, мягко и удобно. Дело только в том, что знают о её существовании весьма немногие даже и из простолюдинов, которые как бы с умыслом умалчивают о том, что загат такая полезная и практичная штука; растёт она не везде и не в большом количестве».

## Виды
По различным оценкам род насчитывает от 30 до 100 и более видов. Такой разброс в оценке видового разнообразия рода может объясняться высоким полиморфизмом видов, которые меняются в зависимости от среды обитания, и, как следствие, введением авторами новых видов и разновидностей, являющихся синонимами ранее описанных видов из других ареалов.
Некоторые виды
- Deschampsia antarctica E.Desv. — Луговик антарктический
- Deschampsia cespitosa (L.) P.Beauv. typus[1] — Луговик дернистый, или Щучка дернистая
- Deschampsia danthonioides (Trin.) Munro ex Benth.
- Deschampsia elongata (Hook.) Munro
- Deschampsia flexuosa (L.) Trin. — Луговик извилистый
- Deschampsia koelerioides Regel
- Deschampsia laxa Phil.
- Deschampsia media (Gouan) Roem. & Schult.
- Deschampsia nubigena Hillebr.
- Deschampsia pulchra Nees & C.A.Mey.
- Deschampsia setacea (Huds.) Hack.
- Deschampsia turczaninowii (Litv.) Roshev. — Луговик Турчанинова